# 博爾恰鄉
44°20′00″N 27°45′25″E / 44.33333°N 27.75694°E
博爾恰鄉（羅馬尼亞語：Comuna Borcea, Călărași），是羅馬尼亞的鄉份，位於該國南部，由克勒拉希縣負責管轄，面積386平方公里，海拔高度13米，2004年人口8,859，人口密度每平方公里23人。